# Paramorphoscelis gondokorensis
Paramorphoscelis gondokorensis är en bönsyrseart som beskrevs av Werner 1907. Paramorphoscelis gondokorensis ingår i släktet Paramorphoscelis och familjen Amorphoscelidae. Inga underarter finns listade i Catalogue of Life.